# Pál Árpád (matematikus)
Pál Árpád (Hodgya, 1929. június 25. – Kolozsvár, 2006. július 21.) matematikus, csillagász.

## Életútja
Középiskoláit Gyergyószentmiklóson és Székelyudvarhelyen végezte; egyetemi tanulmányait a Bolyai Tudományegyetemen, matematika-fizika szakon kezdte (1949–1952), a moszkvai Lomonoszov Egyetem Matematika-Mechanika Karán szerzett diplomát és doktori címet (1957). Főkutató a kolozsvári Csillagvizsgálóban, adjunktus a Bolyai Tudományegyetemen (1956–1959), az egyesített Babeş-Bolyai Egyetemen előadótanár (docens) (1961–1972), majd egyetemi tanár 1995-ös nyugdíjazásáig. 1984–1990 között rektorhelyettes, 1985–1989 között parlamenti képviselő, az Államtanács magyar alelnöke.

## Munkássága
Mind tudományos, mind közügyi téren jelentős szerepet töltött be. A román küldöttség tagjaként nemzetközi konferenciákon vett részt Budapesten, Prágában, Athénban, Várnában, Grenoble-ban, Innsbruckban; 1979-ben részt vett „a tudomány és a technológia a fejlődés szolgálatában” tárgykörű ENSZ-konferencia előkészítésében.  Az Nemzetközi Csillagászati Unió 75 éves, jubileumi hágai kongresszusán (1994) a román akadémiai küldöttség vezetője.
Első írása orosz nyelven jelent meg Moszkvában az 5. számú Astraea kisbolygó mozgásának elméletéről (1957). A Studia Universitatis Babeș-Bolyai matematikai sorozatának felelős szerkesztője (1976-84), majd a lap főszerkesztőhelyettese (1984-89), a Matematikai Lapok főszerkesztője (1979-89), a romániai Astronomical Journal akadémiai folyóirat alapító főszerkesztője 1991-től. Írásait a Korunk, Utunk, Új Élet, Unser Weg, Igazság közölte. Vezetése alatt Kolozsvárt jelentős égi-mechanikai és űrkutató iskola alakult ki, s felépült az egyetem modern csillagvizsgálója a Botanikus Kert déli sarkában. Az analitikus mechanika és a csillagászat előadója az egyetemen. Több román nyelvű tankönyv társszerzője és magyarra fordítója. Bolyai János – az ember és a tudós című emlékezése magyarul (1992) és románul (1993) is megjelent.
Orosz, román, német, angol közlései, előadásai nemzetközi elismerésben részesültek. Számos romániai és nemzetközi csillagászati, űrkutatási és technológiai bizottság, tanács, társaság tagja, az Európai Csillagászati Társaság egyik alapítója, 1994-től a Román Csillagászati Bizottság elnöke.
Több egyetemi jegyzet szerzője és társszerzője. George Chiș Csillagászattan (1965) című munkája az ő magyar fordításában több kiadást ért meg, ugyancsak ő fordította magyarra az A. Hollinger-Corina Pârvulescu Mértan és kozmográfia alapjai (1967) című tankönyvet (fordítótárs Heim Rózsa).
1990 előtti politikai szerepvállalása nem váltotta ki kollégái elismerését.

## Kitüntetései, elismerései
- A 257005 Arpadpal nevű kisbolygót róla nevezték el.